# Guillermo Sepúlveda
Guillermo Sepúlveda (Guadalajara, 28 febbraio 1934 – 19 maggio 2021) è stato un calciatore messicano, di ruolo difensore.